# Língua kivunjo
O kivunjo (também chamado vunjo) é uma língua bantu falada principalmente na Tanzânia e na fronteira com o Quênia, por aproximadamente 300,000 pessoas (1992 UBS). O kivunjo é falado na área Chaga da região do Kilimanjaro. O kivunjo é intimamente relacionado às línguas chaga; rombo, moshi, e machame, que muitos dizem ser uma continuidade dialectal.